# Amt für Fernmelde- und Informationssysteme der Bundeswehr
Das Amt für Fernmelde- und Informationssysteme der Bundeswehr (AFmISBw) war die zentrale Dienststelle der Bundeswehr für Planung, Beschaffung und Betrieb der Fernmelde- und Informationssysteme der Bundeswehr. Es war dem Streitkräfteamt nachgeordnet und gehörte damit zu den Zentralen Militärischen Dienststellen der Bundeswehr.

## Geschichte
Das Fernmeldeamt der Bundeswehr (FmABw) wurde am 1. Oktober 1982 in Rheinbach mit dem Ziel aufgestellt, alle streitkräftegemeinsamen Aufgaben des Fernmeldeverbindungsdienstes und der Fernmeldesicherheit, die bis dahin in den verschiedensten Dienststellen bearbeitet wurden, an einem Ort zusammenzufassen. Gemeinsame Funktionen der Streitkräfte sollten, soweit möglich, zentral wahrgenommen werden.
Am 1. Oktober 1990 erhielt das Amt auch die Zuständigkeiten auf dem Gebiet der Informationssysteme und damit den neuen Namen Amt für Fernmelde- und Informationssysteme der Bundeswehr (AFmISBw).
1996 arbeiteten 223 Soldaten und 79 zivile Mitarbeiter in Rheinbach. Mit neuen Aufgaben aus dem Bereich der Informationstechnik erhöhte sich das Personal auf nahezu 350 Mitarbeiter. Das Amt wurde zum 30. Juni 2002 aufgelöst. Die Aufgaben übernahmen das Bundesamt für Informationsmanagement und Informationstechnik der Bundeswehr mit dem Zentrum für Informationstechnik der Bundeswehr und das Streitkräfteunterstützungskommando.
Dem Amt waren für den Einsatz die Fernmeldekräfte der Obersten Bundeswehrführung unterstellt, die zunächst durch das Fernmeldekommando 900 geführt wurden, ab 1. April 1994 durch die Führungsunterstützungsbrigade 900.
Liste der Amtschefs:
| Nr. | Dienstgrad     | Name            | Zeit der Berufung | Zeit der Berufung |
| Nr. | Dienstgrad     | Name            | von               | bis               |
| --- | -------------- | --------------- | ----------------- | ----------------- |
| 1   | Brigadegeneral | Claus Bergener  | 1. Okt. 1982      | 30. Sept. 1990    |
| 2   | Brigadegeneral | Edgar Bramstedt | 1. Okt. 1990      | 30. Sep. 1997     |
| 3   | Brigadegeneral | Michael Ludwigs | 1. Okt. 1997      | 2002              |

## Standorte
- Das FmABw hatte von 1982 bis 1990 und das AFmISBw von 1990 bis zur Auflösung im Jahre 2002 seinen Hauptsitz in der Tomburg-Kaserne zu Rheinbach bei Bonn.
- Mit Zielsetzung Harmonisierung Fernmeldeanteil NVA und Eingliederung in die Bundeswehr bestand von 1990 bis 1999 eine Außenstelle Ost (AFmISBw AstOst) in Strausberg (bei Berlin), heute Von-Hardenberg-Kaserne. Leiter der Außenstelle war Oberst Werner Hellwig.
- Das Systemzentrum RUBIN war auf der Hardthöhe in Bonn untergebracht.

## Meilensteine
In die Zuständigkeit des Amtes fielen unter anderem folgende Aktivitäten
- Verkettung der bis dahin getrennten militärischen Fernmeldenetze im Westen und Osten Deutschlands nach der Wiedervereinigung
- Umstellung der Bundeswehrvermittlungen von analoger auf digitale Vermittlungstechnik
- Neuorganisation des Fernmeldesystems der Bundeswehr mit Einrichtung der Netzführungszentrale in Rheinbach sowie vier regionaler Netzführungszentren
- Einführung von Satellitenkommunikation für die Bundeswehr
- Umstellung des analogen Fernmeldenetzes auf ISDNBw
- Einführung des Führungsinformationssystems RUBIN[Anm. 1] für das Bundesministerium der Verteidigung
- Vorbereitung des Interessenbekundungsverfahrens[Anm. 2] für das „Outsourcing“ des Fernmeldesystems der Bundeswehr[Anm. 3]
- Konzeptionelle Vorbereitung der Neuorganisation der IT der Bundeswehr
- Personelle Unterstützung des Aufbaustabes IT-AmtBw

## Organisation
Das Amt wurde von einem Amtschef geführt, der durch einen Stab mit den Sachgebieten S 1, S 3/S 6/S 2, S 4 und einer Truppenverwaltung unterstützt wurde. Der Inspizient Feste Fernmeldeanlagen der Bundeswehr war dem Amtschef direkt unterstellt.
Das Amt bestand aus drei Abteilungen mit folgenden Dezernaten
- Abt. I – Grundsatzangelegenheiten
  - Grundlagen für Informations- und Kommunikationssysteme der Bundeswehr
  - Organisationsgrundlagen Führungsdienst der Bundeswehr/Ausbildung
  - Dienstvorschriften Führungsdienst der Bundeswehr
  - Koordinierung FmEloMat
  - Funkfrequenzverwaltung/NARFA
  - NATO C3/Interoperabilität
    - Verbindungsstelle zur NC3 Agentur des Sonderbeauftragten der Bundeswehr für die NC3 Organisation
- Abt. II – Informationssysteme/Informationssicherheit
  - Systemplanung, Management InfoSys
  - Systemzentrum RUBIN
    - Querschnittsaufgaben RUBIN
    - Betrieb und Ausbildung RUBIN
    - SWPÄ RUBIN

  - Grundlagen IT-Sicherheit / Überwachung IT-Sicherheit Bw
  - Überwachung IT-Sicherheit ZMilDBW/FmSysBw
  - Kryptomittelverteilung NDA (GE), Kryptoverwaltung, Kryptounterlagenherstellung
- Abt. III – Kommunikationssysteme
  - Systemplanung und Management KommSysBw
  - Führung und Einsatz / Systemsteuerung und Überwachung
  - Systemunterstützung FmSysBw
  - Inanspruchnahme von Telekommunikationsleistungen / NALLA GE
    - SATCOMBw / Verbindungskommando zur Regulierungsbehörde und BAPT